# Кінга
Кінга (вакінга) — народ (або група народів) групи банту в Східній Африці.

## Територія проживання і чисельність
Люди кінга проживають в районі гір Кіпенґере на північний схід від озера Ньяса — територіально це на південному заході Танзанії, на крайній півночі Малаві й частково на крайньому сході Замбії.
Загальна чисельність у Танзанії сягає 1,5 млн осіб, у Малаві — близько 90 тис. осіб.

## Мова, спорідненість і релігія
Люди кінга розмовляють мовою бена-кінга, що належить до групи мов банту (нігеро-конголезька мовна родина).
Мовно і культурно близькі кісі, укуве, муанга, нгонде, ндалі, ньякуса, ньїка, сафва тощо.
Більшість кінга зберігає традиційні вірування (культ предків, поклоніння племінним вождям), частина кінга сповідує християнство — переважно католицтво, також протестантство.

## Господарство і суспільство
Традиційне заняття кінга — ручне підсічно-вогневе землеробство (просо, кукурудза, сорго, бобові, гарбузові, кунжут, маніок тощо).
Форма організації влади — вождівство.